# Esqui aquático nos Jogos Pan-Americanos de 1999
As competições de esqui aquático nos Jogos Pan-Americanos de 1999 foram realizadas em Winnipeg, Canadá. Houve seis eventos, sendo três masculinos e três femininos. Houve amplo domínio de Estados Unidos e Canadá na disputa.

## Masculino

### Slalom
| POSIÇÃO | NOME                  |
| ------- | --------------------- |
|         | Drew Ross (CAN)       |
|         | Kreg Llewellyn (CAN)  |
|         | Emiliano Botana (ARG) |

### Truques
| POSIÇÀO | NOME                  |
| ------- | --------------------- |
|         | Jaret Llewellyn (CAN) |
|         | Russell Gay (USA)     |
|         | Javier Julio (ARG)    |

### Rampa
| POSIÇÃO | NOME                  |
| ------- | --------------------- |
|         | Freddy Krueger (USA)  |
|         | Jaret Llewellyn (CAN) |
|         | Simón Siegert (COL)   |

## Feminino

### Slalom
| POSIÇÃO | NOME                         |
| ------- | ---------------------------- |
|         | Kristi Overton-Johnson (USA) |
|         | Susi Graham (CAN)            |
|         | Karen Truelove (USA)         |

### Truques
| POSIÇÃO | NOME                  |
| ------- | --------------------- |
|         | Rhoni Barton (USA)    |
|         | Lorena Botana (ARG)   |
|         | Mariana Ramírez (MEX) |

### Rampa
| POSIÇÃO | NOME                 |
| ------- | -------------------- |
|         | Rhoni Barton (USA)   |
|         | Karen Truelove (USA) |
|         | Kim DeMacedo (CAN)   |

## Quadro de medalhas
| Posição | Nação              |   |   |   | Total |
| ------- | ------------------ | - | - | - | ----- |
| 1       | USA Estados Unidos | 4 | 2 | 2 | 8     |
| 2       | CAN Canadá         | 2 | 3 | 1 | 6     |
| 3       | ARG Argentina      | 0 | 1 | 2 | 3     |
| 4       | MEX México         | 0 | 0 | 1 | 1     |
| Total   | Total              | 6 | 6 | 6 | 18    |